# Akik maradtak
Akik maradtak es una película dramática húngara de 2019 dirigida por Barnabás Tóth. Basado en la novela de 2003 Férfiidők lányregénye (edición en inglés de 2021 Those Who Remained) de Zsuzsa Várkonyi. Fue seleccionada como la entrada húngara a la Mejor Película Internacional en los 92.ª edición de los Premios Óscar, llegando a la lista de preseleccionadas de diciembre, pero no fue nominada.

## Sinopsis
Una niña de 16 años y un médico de mediana edad se conectan en Budapest después de la Segunda Guerra Mundial, cada uno de los cuales llora la pérdida de sus familias en los campos de concentración.

## Reparto
- Károly Hajduk como Körner Aladár
- Abigél Szoke como Wiener Klára
- Mari Nagy como Olgi
- Barnabás Horkay como Pepe
- Katalin Simkó como Erzsi